# Abdullahi Kuso
Abdullahi Kuso, né le 17 février 1984, à Kaduna, au Nigeria, est un joueur nigérian de basket-ball. Il évolue au poste de pivot.

## Palmarès
- Médaille d'or aux Jeux africains de 2011
- Médaille de bronze aux Jeux africains de 2007
- Médaille de bronze du Championnat d'Afrique 2011